# Jeffrey Schiffner
Jeffrey Schiffner (* 26. Juni 1982 in Morristown, N.Y.) ist ein US-amerikanischer Basketballspieler.
Der 1,98 m große und 98 kg schwere Flügelspieler spielt seit der Saison 2006/2007 bei den Telekom Baskets Bonn. Er gilt als ausgezeichneter Schütze von jenseits der 3-Punkte-Linie. Dies stellte auch in der Saison 2005/2006 unter Beweis, als er für den portugiesischen Meister Queluz im Uleb Cup eine Quote von 50,7 % erzielte. Im Juli 2007 beendete Jeffrey Schiffner seine Karriere und stieg in den väterlichen Betrieb in den USA ein.

## Stationen
- University of Pennsylvania (2001–2004)
- Skovbakken Bears (2004–2005)
- Queluz (2005–2006)
- Telekom Baskets Bonn (2006–2007)

## Erfolge
- 2005: Schwedisches All Star Team
- 2005: Schwedischer Basketball Meister mit Skovbakken Bears
- 2006: Portugiesisches All Star Team
- 2006: Portugiesischer Basketball Meister mit Queluz